# Hotel Lamana
El Hotel Lamana (en inglés: Lamana Hotel) es una instalación  hotelera en Waigani, en la ciudad de Puerto Moresby, la capital de Papúa Nueva Guinea, que se encuentra cerca del Estadio St John Guise. El hotel dispone de 60 habitaciones y es un centro importante de conferencias, y ha acogido reuniones de la 19 ª Conferencia de la Asociación de Energía del Pacífico. 